# Dirceu Arcoverde
Dirceu Arcoverde là một đô thị thuộc bang Piauí, Brasil. Đô thị này có diện tích 1005,706 km², dân số năm 2007 là 6660 người, mật độ 6,62 người/km².